# Bekir Sevgi
Bekir Sevgi (* 25. August 1988 in Siirt) ist ein türkischer Fußballtorhüter.

## Karriere
Sevgi begann mit dem Vereinsfußball in der Jugend von Esenler SK, wechselte 2004 in die Jugend von Beşiktaş Istanbul und zwei Jahre später in die Jugend von Sivasspor. Im Frühjahr 2007 erhielt er bei Antalyaspor einen Profivertrag, spielte aber weiter ausschließlich für die Reservemannschaft. 
Zur Spielzeit 2008/09 wechselte er zum Drittligisten Etimesut Şekerspor und spielte hier die nachfolgenden zwei Spielzeiten. 2010 verließ er Şekerspor und heuerte beim Stadt- und Ligakonkurrenten Bugsaş Spor an.
Nach einer zweijährigen Tätigkeit bei Bugsaş Spor wechselte er im Sommer 2014 zum Erstligisten Bursaspor.
Zur Spielzeit 2014/15 wurde Sevgi zum Drittligisten Bandırmaspor ausgeliehen und eine Saison später an den Zweitligisten Samsunspor abgegeben. Im Sommer 2017 wechselte er dann zum Drittligisten Kastamonuspor 1966.